# Dutch Beer Challenge 2017
De derde editie van de Dutch Beer Challenge vond plaats op 22 maart 2017 in het Arminius Congres- en Debatcentrum in Rotterdam. 83 Nederlandse brouwerijen stuurden gezamenlijk 297 bieren in voor deze wedstrijd.

## Winnaars
De winnaars van de Dutch Beer Challenge 2017 werden op 5 april van dat jaar bekendgemaakt in het Hulstkampgebouw in Rotterdam. Tijdens de prijsuitreiking werden 56 winnende bieren bekendgemaakt. Jopen was de grootste winnaar met 6 medailles. Daarnaast ontvingen Kompaan 5 medailles en Bird Brewery, Uiltje Brewing Company en Brouwerij ‘t IJ elk 3 medailles. De Mitra Award voor 'Het Beste Bier van Nederland 2017' ging naar Bloedbroeder van de Haagse brouwer Kompaan, een Imperial Stout die zowel de gouden medaille in zijn categorie won als de hoogste score behaalde van alle goudenmedaillewinnaars.
Hieronder een overzicht van de bieren die een medaille hebben gewonnen in de Dutch Beer Challenge van 2017:

### Amber Ale
| Bier                   | Brouwerij               | Subcategorie            | Prijs  |
| ---------------------- | ----------------------- | ----------------------- | ------ |
| Texels Skuumkoppe      | Texelse Bierbrouwerij   | Pale Ale/Speciale Belge | Goud   |
| Hop & Liefde           | Brouwerij De Molen      | Pale Ale/Speciale Belge | Zilver |
| Flink                  | Brouwerij ‘t IJ         | Pale Ale/Speciale Belge | Brons  |
| De Rumoerige Roodborst | Bird Brewery            | IPA                     | Zilver |
| Hop Zij Met Ons        | Jopen                   | IPA                     | Zilver |
| Hop met de Gijt        | Brouwerij de Natte Gijt | IPA                     | Brons  |
| Joey Greenhorn         | Kompaan                 | IPA                     | Brons  |
| Ciel Bleu Double IPA   | Brouwerij ‘t IJ         | Double/Imperial IPA     | Goud   |
| Big Fat Double 5 IPA   | Uiltje Brewing Company  | Double/Imperial IPA     | Brons  |

### Blond
| Bier                | Brouwerij                      | Subcategorie   | Prijs  |
| ------------------- | ------------------------------ | -------------- | ------ |
| Château Neubourg    | Gulpener Bierbrouwerij         | Pils           | Goud   |
| Brouwers Pilsener   | Albert Heijn                   | Pils           | Zilver |
| Alfa Edel Pils      | Alfa Brouwerij/Meens Brouwerij | Pils           | Brons  |
| Datisandere Koekoek | Bird Brewery                   | Saison         | Zilver |
| Hoop Waterwolf      | Brouwerij Hoop                 | Saison         | Brons  |
| Thierry Sauvage     | Kompaan                        | Saison         | Brons  |
| Noordtsingle        | Brouwerij Noordt               | Licht Blond    | Goud   |
| Lamme Goedzak       | Scheldebrouwerij               | Licht Blond    | Zilver |
| Bondgenoot          | Kompaan                        | Licht Blond    | Brons  |
| Jopen Lentebier     | Jopen                          | Blond-/Meibock | Goud   |
| ReuZ Lentebock      | Reuzenbieren                   | Blond-/Meibock | Zilver |
| Toewijding          | Van Moll                       | Blond-/Meibock | Zilver |
| Thai Thai           | Oedipus Brewing                | Zwaar Blond    | Goud   |
| Pinksterdrie        | Brouwerij 1573                 | Zwaar Blond    | Zilver |
| DAVO Tripel         | DAVO Bieren                    | Zwaar Blond    | Brons  |

### Donker
| Bier                          | Brouwerij                             | Subcategorie             | Prijs  |
| ----------------------------- | ------------------------------------- | ------------------------ | ------ |
| Gouverneur Dubbel             | Lindeboom Bierbrouwerij               | Licht Donker             | Goud   |
| Het Dubbel Bier               | Brouwerij Vandeoirsprong              | Licht Donker             | Goud   |
| Hertog Jan Dubbel             | Hertog Jan                            | Licht Donker             | Brons  |
| Jopen 4-Granen Bokbier        | Jopen                                 | Bock/Dubbelbock          | Goud   |
| St. Christoffel Bock          | Speciaalbierbrouwerij St. Christoffel | Bock/Dubbelbock          | Zilver |
| Brand Dubbelbock              | Brand Bierbrouwerij                   | Bock/Dubbelbock          | Brons  |
| Sir Turnaround                | Uiltje Brewing Company                | Dark/Black IPA           | Brons  |
| Bloedbroeder                  | Kompaan                               | Stout/Porter             | Goud   |
| Duits & Lauret Winterstout    | Brouwerij Duits & Lauret              | Stout/Porter             | Zilver |
| Vrijbuiter                    | Kompaan                               | Stout/Porter             | Zilver |
| All Black                     | Stanislaus Brewskovitch Craft Beer    | Stout/Porter             | Brons  |
| Sgt. Nightvision              | Uiltje Brewing Company                | Zwaar Donker             | Goud   |
| ReuZ Winterbier               | Reuzenbieren                          | Zwaar Donker             | Zilver |
| 150 Watt                      | 100 Watt                              | Zwaar Donker             | Brons  |
| Bronckhorster HOP into WINTER | Bronckhorster Brewing Company         | Gerstewijn (Barley Wine) | Goud   |
| Zware Hufter                  | Brouwerij Dampegheest                 | Gerstewijn (Barley Wine) | Zilver |
| Zuster Agatha                 | Muifelbrouwerij                       | Gerstewijn (Barley Wine) | Brons  |

### Innovatie/Speciaal
| Bier                                        | Brouwerij                               | Subcategorie | Prijs  |
| ------------------------------------------- | --------------------------------------- | ------------ | ------ |
| Lindeboom Kersen Radler                     | Lindeboom Bierbrouwerij                 | Fruit        | Brons  |
| Krachthout                                  | Brouwerij Breugem                       | Houtgelagerd | Goud   |
| Jopen Zwarte Ziel                           | Jopen                                   | Houtgelagerd | Zilver |
| Pelgrim Armada Mortlach B.A.                | Brouwerij De Pelgrim                    | Houtgelagerd | Brons  |
| Duits & Lauret Houtgerijpte Rook Dubbelbock | Brouwerij Duits & Lauret                | Rook         | Goud   |
| Othmar Rauch                                | Ootmarsummer Bierbrouwerij Heupink & Co | Rook         | Zilver |
| Jopen Onheilsprofeet                        | Jopen                                   | Rook         | Brons  |
| Crystal Meth Sour                           | Brouwerij Maximus                       | Speciaal     | Goud   |
| De Vagebond Vienna                          | Bierbrouwerij Maallust                  | Speciaal     | Goud   |
| Datsmaaktnaar Meerkoet                      | Bird Brewery                            | Speciaal     | Brons  |

### Tarwe-/Granenbier
| Bier                | Brouwerij           | Subcategorie   | Prijs  |
| ------------------- | ------------------- | -------------- | ------ |
| Elser               | De Naeckte Brouwers | Kuit/Koyt/Kuyt | Brons  |
| Jopen Adriaan       | Jopen               | Witbier        | Goud   |
| Lowlander White Ale | Lowlander Beer Co   | Witbier        | Zilver |
| IJwit               | Brouwerij ‘t IJ     | Witbier        | Brons  |
| Witte Maas          | District 010        | Weizen         | Brons  |